# Obbligazione callable
Una obbligazione callable (dall'inglese to call, "chiamare"), traducibile in italiano come obbligazione esigibile anticipatamente, è un titolo obbligazionario emesso a tasso fisso che include una clausola di rimborso anticipato (call provision) da parte dell'emittente del titolo. Ciò per consentire all'ente emittente del titolo di rimborsare l'obbligazione quando il tasso risultasse più elevato di quello di mercato con un aggravio del prestito per lo stesso. Chiaramente questo comporta che all'emissione il tasso sia mediamente più elevato di quello di mercato per compensare l'investitore del rischio di rimborso anticipato.